# Kabelstraßenbahn Douglas

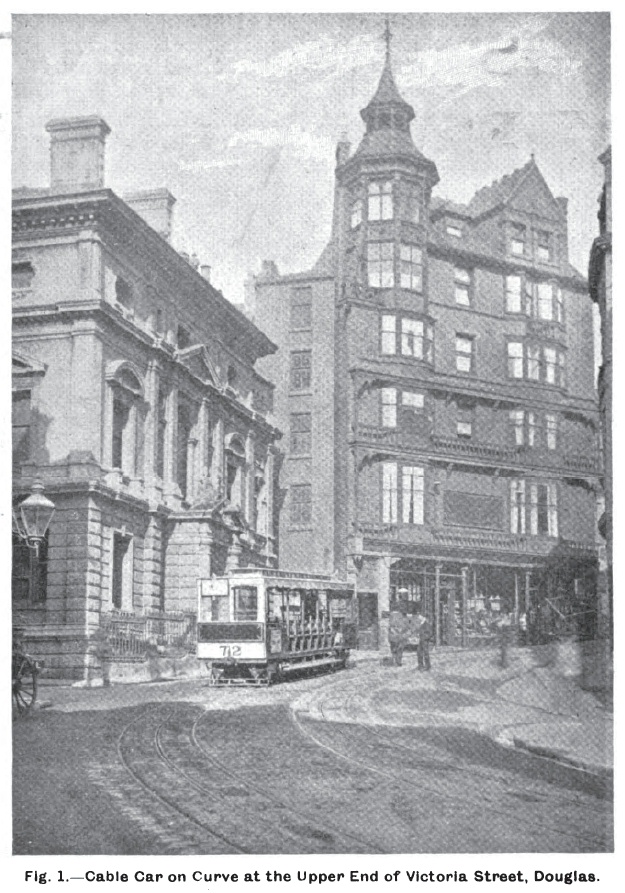
Kabelstraßenbahn um 1896 in der Victoria Street in Douglas

Die Kabelstraßenbahn Douglas (Upper Douglas Cable Car, Upper Douglas Tramway) verkehrte von 1896 bis 1929 in Douglas, der Hauptstadt der Isle of Man.

## Geschichte
Seit 1876 bediente die Pferdebahn Douglas den öffentlichen Verkehr in Douglas auf einer Strecke vom Stadtzentrum entlang der Hafenpromenade. Die Bewohner der höhergelegenen Stadtteile westlich der Hafenpromenade forderten ebenfalls ein öffentliches Verkehrsmittel. Nachdem die Pferdebahn 1894 von der Betreibergesellschaft Isle of Man Tramways and Electric Power Co der 1893 eröffneten Manx Electric Railway gepachtet worden war, plante die Gesellschaft eine Elektrifizierung der Pferdebahn, um das Umsteigen nördlich der Innenstadt zu vermeiden. Die Stadt Douglas hatte sich diesem Ansinnen zunächst verweigert und auch eine Verlängerung der Pacht abgelehnt. Nun stimmte sie zunächst der erneuerten Pacht zu, unter der Voraussetzung, dass eine Kabelstraßenbahn in die höher gelegenen Stadtteile gebaut wird.
Im August 1895 stimmte die Bahngesellschaft dem Vorschlag zu und begann mit dem Bau der Kabelbahn. Ausgeführt wurde die Strecke in der Spurweite von 914 Millimetern (drei Fuß), die mit Ausnahme der Snaefell Mountain Railway bereits bei allen anderen Bahnen auf der Isle of Man verwendet worden war. Die Bahn wurde komplett zweigleisig erbaut, die verwendete Technik entsprach dem bereits um 1875 in San Francisco bei den San Francisco Cable Cars angewendeten Verfahren mit einem in Gleismitte geführten Kabelschacht und Spannklauen am Fahrzeug. Vom Hafenpier am Südende der Promenade, dem Endpunkt der Pferdebahn, verlief die Strecke nach Nordwesten ansteigend durch die Innenstadt über Victoria Street, Prospect Hill, Buck’s Road und Woodbourne Road bis zum Depot und Maschinenhaus in der York Road. Von dort führte die Strecke nach Südosten abwärts über Ballaquayle Road und Broadway zurück zur Uferpromenade. Am 15. August 1896 konnte die Strecke eingeweiht werden.
Die Betreibergesellschaft ging 1902 infolge einer Bankpleite in Konkurs. Pferdebahn und Kabelstraßenbahn wurden von der städtischen Douglas Corporation übernommen, während die Manx Electric Railway von einer privaten Gesellschaft übernommen wurde. Der Abschnitt südöstlich des Depots zurück zur Promenade wurde eingestellt. Die Pläne zur Elektrifizierung der Pferdebahn wurden ebenfalls zu den Akten gelegt. Ab 1922 betrieb die Stadt die Kabelbahn nur noch in der Sommersaison. Die Bahn wurde schließlich am 19. August 1929 eingestellt und durch Busse ersetzt. Bis 1932 wurden die Gleise und Kabelschächte aus den Straßen entfernt, allerdings wahrscheinlich teilweise nur überteert. Am Hafenpier fand man im Jahr 2000 bei Bauarbeiten die dortige Grube für die Seilscheibe, an der das Kabel an der Endstelle umlief.

## Fahrzeuge

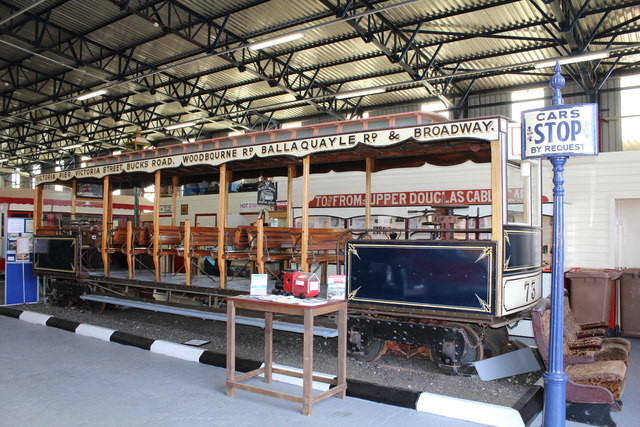
Wagen 72/73 im Verkehrsmuseum in Jurby

Insgesamt besaß die Kabelbahn 15 Fahrzeuge, die mit den Nummern 67 bis 81 versehen wurden. 1896 wurden zur Betriebsaufnahme acht mit Querbänken ausgestattete offene Fahrzeuge mit 32 Sitzplätzen geliefert. Von 1907 bis 1911 kamen sieben weitere Fahrzeuge dazu, drei davon erstmals mit geschlossenen Wagenkästen. Zudem wurden zwei der älteren Fahrzeuge ebenfalls in geschlossene Fahrzeuge umgebaut. Alle Wagen waren mit zwei Drehgestellen ausgeführt, der Gripman, der die Spannklauen bediente, hatte seine Position jeweils über dem führenden Drehgestell. Die Fahrzeuge besaßen zwei unabhängige Bremssysteme. Mit Ausnahme zweier 1911 von United Electric gebauter Wagen wurden alle von G. F. Milnes & Company geliefert.
Nach Einstellung der Kabelbahn wurden fast alle Wagen in der Folgezeit verschrottet. Lediglich die Wagen 72 und 73 blieben erhalten und wurden als Wochenend- oder Gartenhäuschen genutzt. 1976 wurde aus den beiden Fahrzeugen mit den am besten erhaltenen Teilen ein neuer Wagen 72/73 zusammengesetzt und 1996 mit Batterieantrieb ausgestattet. In dieser Form wurde er gelegentlich auf der Pferdebahnstrecke eingesetzt. Inzwischen steht er im Verkehrsmuseum von Jurby im Norden der Isle of Man.